# Граф-Ігнатієво
Граф-Ігна́тієво (болг. Граф Игнатиево) — село в Пловдивській області Болгарії. Входить до складу общини Мариця.

## Географія
Село Граф-Ігнатієво розташоване у Верхньофракійській низовині, в 12 км на північ від міста Пловдив на висоті 100 - 199 м над рівнем моря. Площа села становить 2859,7 га[джерело?].

## Населення
За даними перепису населення 2011 року у селі проживали 1854 особи.
Національний склад населення села:
| Національність   | Кількість осіб | Відсоток |
| ---------------- | -------------- | -------- |
| болгари          | 1553           | 90,6%    |
| цигани           | 88             | 5,1%     |
| турки            | 67             | 3,9%     |
| Всього відповіли | 1714           |          |

Розподіл населення за віком у 2011 році:
Динаміка населення: